# Ralph Davis
Pour les articles homonymes, voir Davis.
Ralph E. Davis Jr., né le 7 septembre 1938 à Vanceburg, dans le Kentucky, et mort le 30 mai 2021, était un ancien joueur américain de basket-ball.